# Zurobata reticulata
Zurobata reticulata là một loài bướm đêm trong họ Erebidae.